# ارث (فیلم ۲۰۱۲)
«ارث» (فرانسوی: Héritage‎) فیلمی در ژانر درام به کارگردانی حایم عباس است که در سال ۲۰۱۲ منتشر شد. از بازیگران آن می‌توان به حایم عباس، اشرف برهوم، و آنا ماریا حوا اشاره کرد.